# جبريل إروين
جبريل إروين (بالإنجليزية: Gabriel Irwin)‏ هو لاعب كرة القدم الغالية أيرلندي، ولد في 1965 في Glenamoy ‏ في جمهورية أيرلندا.